# Heleioporus
Heleioporus es un género de anfibios anuros de la familia Limnodynastidae. Las ranas de este género se distribuyen por el sudeste y sudoeste de Australia.

## Especies
Se reconocen las siguientes seis especies:
- Heleioporus albopunctatus (Gray, 1841)
- Heleioporus australiacus (Shaw & Nodder, 1795)
- Heleioporus barycragus (Lee, 1967)
- Heleioporus eyrei (Gray, 1845)
- Heleioporus inornatus (Lee & Main, 1954)
- Heleioporus psammophilus (Lee & Main, 1954)